# Ахмед Авад
Ахмед Я. Авад Мохаммад (араб. أحمد عواد محمد / швед. Ahmed Y. Awad Mohammad; нар. 1 червня 1992, Тиверіада, Ізраїль) — палестинський та шведcький футболіст, півзахисник клубу «Далькурд» та національної збірної Палестини.

## Клубна кар'єра
Вихованець шведського клубу «ІК Браге», звідки 2011 року перебрався в «Далькурд». У 2013 році перейшов у «ІФК Вернаму», де виступав протягом року, після чого повернувся до «Далькурда». У сезоні 2015 року відзначився 11-ма голів та 12-ма результативними передачами, завдяки чому його клуб вийшов у другий дивізіон чемпіонату Швеції. Після завершення сезону 2019 року покинув клуб. У лютому 2020 року отримав запрошення від «Вестероса», з яким підписав дворічний контракт. У серпні 2020 року отримав запрошення від «Естерсунд».
У березні 2022 року повернувся в «Далькурд».

## Кар'єра в збірній
Виріс у Швеції в родині етнічних палестинців. Завдяки цьому на міжнародному рівні мав право представляти як Швецію, так і Палестину. У березні 2016 року отримав виклик до національної збірної Палестини. 24 березня 2016 року вперше потрапив до заявки збірної Палестини, на програний (0:2) поєдинок кваліфікації чемпіонату світу проти ОАЕ. Після завершення матчу ізраїльські війська з невідомих причин не пустили його на Палестинські території разом зі збірною. 29 березня 2016 року вперше вийшов на поле в складі збірної, в останньому переможному (7:0) матчі кваліфікації чемпіонату світу 2018 проти Східного Тимора, в якому відзначився своїм єдиним голом (6-им за рахунком у матчі) за національну команду.

## Статистика виступів

### У збірній
| Дата       | Місто   | Господарі | Результат | Гості         | Турнір                    | Голи | Примітки |
| ---------- | ------- | --------- | --------- | ------------- | ------------------------- | ---- | -------- |
| 29-3-2016  | Хеврон  | Палестина | 7 – 0     | Східний Тимор | Відбір до ЧС 2018         | 1    | 51'      |
| 10-11-2016 | Бейрут  | Ліван     | 1 – 1     | Палестина     | товариський матч          | -    | 80'      |
| 14-11-2017 | Аль-Рам | Палестина | 8 – 1     | Мальдіви      | Відбір до Кубка Азії 2019 | -    | 67'      |
| 22-3-2018  | Ріффа   | Бахрейн   | 0 – 0     | Палестина     | товариський матч          | -    | 59'      |
| Усього     |         | Матчів    | 4         |               | Голів                     | 1    |          |